# 市道106號
市道106號（下福－瑞芳），西起新北市林口區下福接台61線林口交流道，東至新北市瑞芳區𫙮魚坑接台2丁線，全長共計81.478公里（公路總局資料），為唯一橫貫新北市且穿越臺北市之市道。本線為目前全臺灣第一長的市道、第二長的縣市道，僅次於縣道193號。
- 市道106號跨越大窠溪的山腳溪橋
- 市道106號於石碇的大湖格隧道，往前通往平溪

## 支線

### 甲線
市道106甲線（新莊－板橋），又稱新北市特一號道路，北起泰山區坡雅頭，南至板橋區新埔，全長6.819公里。

### 乙線
市道106乙線（木柵－坪林），全長22.534公里。該支線起終點皆無銜接主線，僅於石碇區有一小段與主線共線。起點雖標示為木柵，但路線完全未進入文山區木柵境內，實際起點為深坑區阿柔坑。
雙溪口至坪林市區路段在編為市道前為北45線（1966年編號為北101線和北101-1線）。
- 市道106乙線起點處

## 行經行政區域

### 主線
| 新北市        | 林口區              | 林口交流道            | 0.000  | 台61線 · 台15線    | 公路起點                        |
| 新北市        | 林口區              | 下福                  | 2.900  | 北120線            | 北120線起點                     |
| 新北市        | 林口區              | 劉店                  | 4.010  | 北77-1線           | 與北77-1線共線起點              |
| 新北市        | 林口區              | 劉店                  | 5.200  | 北77-1線           | 與北77-1線共線終點              |
| 新北市        | 林口區              | 破竹林                | 7.020  | 北77線             | 北77線終點                      |
| 新北市        | 林口區              | 頂福                  | 7.020  | 北77線             | 北77線終點                      |
| 新北市        | 林口區              | 松柏腳                | 10.080 | 北78線             | 北78線起點                      |
| 新北市        | 林口區              | 頭湖                  | 11.800 | 市道105號          | 0                               |
| 新北市        | 林口區              | 林口市區              | 13.382 | 市道108號          |                                 |
| 新北市        | 泰山區              | 橫窠                  | 15.000 | （地區道路）       |                                 |
| 新北市        | 泰山區              | 橫窠                  | －     |                    |                                 |
| 新北市        | 泰山區              | 橫窠                  | －     |                    |                                 |
| 新北市        | 泰山區              | －                    |        |                    |                                 |
| 新北市        | 泰山區              | 新寮                  | －     | （地區道路）       |                                 |
| 新北市        | 泰山區              | 新寮                  | 17.200 |                    |                                 |
| 新北市        | 泰山區              | 新寮                  | －     | （地區道路）       |                                 |
| 新北市        | 泰山區              | 泰山市區              | 18.563 | 市道107號          |                                 |
| 新北市        | 泰山區              | －                    |        |                    |                                 |
| 新北市        | 泰山區              | 坡雅頭                | 19.713 | 台1線／市道106甲線 | 市道106甲線起點                 |
| 新北市        | 泰山區              | 坡雅頭                | 20.152 | 北66線             | 北66線起點                      |
| 新北市        | 新莊區              | 磚仔厝                | 20.400 | 台65線側車道       |                                 |
| 新北市        | 新莊區              | 磚仔厝                | 21.165 | 北68線             | 北68線起點                      |
| 新北市        | 新莊區              | 新莊市區              | 21.982 | 台1甲線 · 北70線   | 與台1甲線共線起點 北70線終點    |
| 新北市        | 新莊區              | 新莊市區              | 22.403 | 台1甲線            | 與台1甲線共線終點               |
| 新北市        | 22.842              |                       |        |                    |                                 |
| 新北市        | 板橋區              | 社後                  | 24.800 | （地區道路）       |                                 |
| 新北市        | 板橋區              | 板橋市區              | 25.481 | 台3線 · 北93線     | 與台3線共線起點 北93線起點      |
| 新北市        | 板橋區              | 深丘                  | 25.811 | 台3線 · 市道114號  | 與台3線共線終點                 |
| 新北市        | 板橋區              | 後埔                  | －     | （地區道路）       |                                 |
| 新北市        | 中和區              | 員山子                | 26.825 | （地區道路）       |                                 |
| 新北市        | 中和區              | 積穗                  | 27.735 | 北91線             |                                 |
| 新北市        | 中和區              | 中和一交流道          | 28.176 | 台64線             | 台64線僅設東出西入              |
| 新北市        | 中和區              | 芎蕉腳                | 28.300 | 北97線             | 北97線起點                      |
| 新北市        | 中和區              | 中和市區              | 29.654 | 北88線             |                                 |
| 新北市        | 中和區              | 山腳                  | 30.195 | 北90線             |                                 |
| 新北市        | 中和區              | 南勢角                | 30.609 | 北99線             | 西行與北99線共線起點            |
| 新北市        | 中和區              | 南勢角                | 30.782 | 北99線             | 西行與北99線共線終點            |
| 新北市        | 中和區              | 中和二交流道          | －     | 台64線             | 僅設西行出口 台64線僅設西行入口 |
| 新北市        | 中和區              | 南勢角                | 31.433 | 市道111號          |                                 |
| 新北市        | 中和區              | 南勢角                | 31.550 | 北95線             |                                 |
| 新北市        | 中和區              | 尖山腳                | 32.800 | 北94線             | 北94線終點                      |
| 新北市        | 中和區              | 尖山腳                | －     | 北100線            | 僅設東出西入 北100線無西行出口  |
| 新北市        | 33.246 跨越新北環快 |                       |        |                    |                                 |
| 新北市        | 新店區              | 中正路                | 33.837 | 北101線            |                                 |
| 新北市        | 新店區              | 34.5 地下道 穿越台9線 |        |                    |                                 |
| 新北市        | 新店區              | 中興路                | 34.700 | 北103線            |                                 |
| 35.0          |                     |                       |        |                    |                                 |
| 臺北市        | 文山區              | 馬明潭                | 36.565 | （地區道路）       |                                 |
| 臺北市        | 文山區              | 木柵                  | 37.723 | （地區道路）       |                                 |
| 臺北市        | 文山區              | 萬芳交流道            | 38.900 | 國道三號甲線       |                                 |
| 臺北市        | 文山區              | 象頭埔                | 40.010 | （地區道路）       |                                 |
| 新北市        | 深坑區              | 草地尾                | 41.720 | （地區道路）       |                                 |
| 新北市        | 深坑區              | 草地尾                | 41.804 |                    |                                 |
| 新北市        | 深坑區              | 草地尾                | 41.845 |                    |                                 |
| 新北市        | 深坑區              | 阿柔洋                | 43.127 | （地區道路）       | 白鷺橋                          |
| 新北市        | 深坑區              | 深坑市區              | 43.527 | （地區道路）       | 深坑老街                        |
| 新北市        | 深坑區              | 草地頭                | 44.500 | 市道109號          | 市道109號終點                   |
| 新北市        | 深坑區              | 土庫                  | 45.700 | （地區道路）       |                                 |
| 新北市        | 石碇區              | 八份寮                | 47.213 | 北32線             | 北32線起點                      |
| 新北市        | 石碇區              | 雙溪                  | 47.710 | 市道106乙線        | 與市道106乙線共線起點           |
| 新北市        | 石碇區              | 雙溪                  | 48.090 |                    |                                 |
| 新北市        | 石碇區              | 雙溪                  | 48.219 | 市道106乙線        | 與市道106乙線共線終點           |
| 新北市        | 石碇區              | 石碇仔埔              | －     | （地區道路）       |                                 |
| 新北市        | 石碇區              | 石碇仔埔              | －     |                    |                                 |
| 新北市        | 石碇區              | 石碇仔埔              | －     | （地區道路）       |                                 |
| 新北市        | 石碇區              | －                    |        |                    |                                 |
| 新北市        | 石碇區              | 番子坑                | －     | 北33線             | 北33線終點                      |
| 新北市        | 石碇區              | 蚯蚓坑                | －     | （地區道路）       |                                 |
| 新北市        | 石碇區              | －                    |        |                    |                                 |
| 新北市        | 石碇區              | 大溪墘                | －     | （地區道路）       |                                 |
| 新北市        | 石碇區              | －                    |        |                    |                                 |
| 新北市        | 石碇區              | －                    |        |                    |                                 |
| 新北市        | 石碇區              | 大湖格                | －     | （地區道路）       |                                 |
| 新北市        | 石碇區              | 56.4 隧道             |        |                    |                                 |
| 新北市        | 石碇區              | 分水崙                | －     | （地區道路）       |                                 |
| 新北市        | 平溪區              | 薯榔寮                | －     | （地區道路）       |                                 |
| 新北市        | 平溪區              | －                    |        |                    |                                 |
| 新北市        | 平溪區              | －                    |        |                    |                                 |
| 新北市        | 平溪區              | 菁桐                  | －     | （地區道路）       |                                 |
| 新北市        | 平溪區              | －                    |        |                    |                                 |
| 新北市        | 平溪區              | 白石腳                | －     | （地區道路）       |                                 |
| 新北市        | 平溪區              | 平溪市區              | 61.573 | 北31線             | 北31線終點                      |
| 新北市        | 平溪區              | 白鷹石                | －     | 北43線             | 北43線起點                      |
| 新北市        | 平溪區              | －                    |        |                    |                                 |
| 新北市        | 平溪區              | 望古                  | －     | （地區道路）       |                                 |
| 新北市        | 平溪區              | －                    |        |                    |                                 |
| 新北市        | 平溪區              | 67.5                  |        |                    |                                 |
| 新北市        | 平溪區              | 十分                  | －     | （地區道路）       |                                 |
| 新北市        | 平溪區              | 新寮                  | －     | （地區道路）       |                                 |
| 新北市        | 瑞芳區              | 八分寮                | －     | （地區道路）       |                                 |
| 新北市        | 瑞芳區              | －                    |        |                    |                                 |
| 新北市        | 瑞芳區              | 頂坪                  | －     | （地區道路）       |                                 |
| 新北市        | 瑞芳區              | －                    |        |                    |                                 |
| 新北市        | 瑞芳區              | 坑仔內                | －     | （地區道路）       |                                 |
| 新北市        | 瑞芳區              | 𫙮魚坑                | 81.548 | 台2丁線            | 公路終點                        |
| 共線 半套匝道 | 瑞芳區              |                       |        |                    |                                 |

### 106甲
全線均位於新北市境內。
| 泰山區                          | 坡雅頭     | 0.000 | 台1線 · 市道106號   | 公路起點 與台1線共線起點        |
| 新莊區                          | 田心       | －    | 北63-1線 · 台1線    | 北63-1起點                      |
| 新莊區                          | 田心       | －    | 市道107甲線 · 台1線 | 市道107甲線終點                 |
| 新莊區                          | 頭前       | 2.545 | 台1線               | 與台1線共線終點                 |
| 新莊區                          | 頭前       | －    | 北63-1線            |                                 |
| 新莊區                          | 頭前       | －    | 北66線              |                                 |
| 新莊區                          | 小田心     | －    | 北68線              |                                 |
| 新莊區                          | 茄苳湖     | 4.950 | 台1甲線             |                                 |
| － 跨越北70-1線、大漢溪、北91線 |            |       |                     |                                 |
| 板橋區                          | 板橋交流道 | －    | 台64線              | 僅設南出北入 台64線僅設西出東入 |
| 板橋區                          | 板橋交流道 | －    | 台64線              | 僅設南下入口 台64線僅設東行出口 |
| 板橋區                          | 江子翠     | －    | 北91線              | 僅設北出南入                    |
| 板橋區                          | 新埔       | 6.819 | 台3線               | 公路終點                        |
| 共線 半套匝道                   |            |       |                     |                                 |

### 106乙
全線均位於新北市境內。
| 深坑區 | 深坑端     | 0.000  | 國道三號甲線 | 公路起點 國道三號甲線終點 |
| 深坑區 | －         |        |              |                           |
| 深坑區 | 阿柔洋     | －     | （地區道路） |                           |
| 深坑區 | －         |        |              |                           |
| 深坑區 | 竹寮       | －     | （地區道路） |                           |
| 深坑區 | －         |        |              |                           |
| 深坑區 | 升高坑     | －     | （地區道路） |                           |
| 深坑區 | －         |        |              |                           |
| 深坑區 | 烏月       | －     | （地區道路） |                           |
| －     |            |        |              |                           |
| 石碇區 | 楓子林     | 5.244  | （地區道路） |                           |
| 石碇區 | 石碇交流道 | －     | 國道五號     |                           |
| 石碇區 | －         |        |              |                           |
| 石碇區 | 雙溪       | －     | 市道106號    | 與市道106號共線起點       |
| 石碇區 | 雙溪       | －     |              |                           |
| 石碇區 | 雙溪       | －     | 市道106號    | 與市道106號共線終點       |
| 石碇區 | － 隧道    |        |              |                           |
| 石碇區 | 外按       | －     | （地區道路） |                           |
| 石碇區 | 石崁       | －     | （地區道路） |                           |
| 石碇區 | 石碇市區   | －     | 北47線       | 北47線起點                |
| 石碇區 | 石碇市區   | －     |              |                           |
| 石碇區 | 石碇市區   | －     | （地區道路） |                           |
| 石碇區 | 下橫坪     | －     | （地區道路） |                           |
| 石碇區 | 九寮子埔   | －     | （地區道路） |                           |
| 石碇區 | －         |        |              |                           |
| 石碇區 | 大崙       | －     | （地區道路） |                           |
| 石碇區 | 磨石坑     | －     | （地區道路） |                           |
| 石碇區 | －         |        |              |                           |
| 石碇區 | 崩山       | －     | （地區道路） |                           |
| 坪林區 | 竹子易     | －     | （地區道路） |                           |
| 坪林區 | 烏窟子     | －     | （地區道路） |                           |
| 坪林區 | 坪林市區   | －     | 北42線       | 與北42線共線起點          |
| 坪林區 | 坪林市區   | －     | 北42線       | 與北42線共線終點          |
| 坪林區 | 坪林市區   | －     | 北42線       | 北42線起點                |
| 坪林區 | 坪林市區   | 22.721 | 台9線        | 公路終點                  |
| 共線   |            |        |              |                           |

## 沿線路名
| 主線 - 下福路 - 文化北路 - 中山路（林口區） - 泰林路 - 新泰路 - 中正路（新莊區） - 大觀街 - 中正路（板橋區） - 民權路 - 民族路 - 中山路（中和區） - 景平路 - 復興路 - 寶慶街 - 木柵路 - 秀明路 - 北深路 - 靜安路 | 甲線 - 新北大道 - 思源路 - 民生路 乙線 - 文山路 - 靜安路 - 碇坪路 - 國中路 - 坪林街 |

## 沿線設施與景點
| 主線 - 新北市林口區興福國民小學 - 新北市立佳林國民中學 - 林口工業區 - 國立臺灣師範大學林口校區 - 黎明技術學院 - 新北市立泰山國民中學 - 新北市泰山區泰山國民小學 - 泰山站（桃園捷運機場線） - 新北市立新泰國民中學 - 新北市立新莊國民中學 - 新莊站（台北捷運中和新蘆線） - 新北市私立恆毅高級中學 - 新莊廟街商圈 - 新北市立板橋國民中學 - 新北市立板橋高級中學 - 新板萬坪都會公園 - 板橋車站 - 臺灣高鐵 - 臺灣鐵路縱貫線北段 - 板南線、台北捷運環狀線 - 環球購物中心新北中和 - 中和一交流道（台64線） - 中和站（台北捷運環狀線） - 新北市中和區公所 - 景安站（台北捷運中和新蘆線、台北捷運環狀線） - 中和二交流道（台64線） - 景平站（台北捷運環狀線） - 新店端（台64線） - 秀朗橋站（台北捷運環狀線） - 秀朗橋西交流道（新北環河快速道路） - 秀朗橋東交流道（新店環河快速道路） - 景美人權文化園區 - 財團法人臺北慈濟醫院 - 世新大學 - 考試院 - 臺北市文山區永建國民小學 - 臺北市私立再興高級中學 - 臺北市文山區再興國民小學 - 臺北市立文山特殊教育學校 - 臺北市文山區木柵國民小學 - 臺北市立木柵高級工業職業學校 - 木柵站（台北捷運文湖線） - 木柵路端（信義快速道路） - 風動石聖公廟 - 東南科技大學 - 深坑老街 - 新北市深坑區公所 - 八分寮福德宮 - 新北市石碇區和平國民小學 - 新北市立石碇高級中學 - 菁桐車站（臺灣鐵路平溪線） - 菁桐老街 - 新北市平溪區菁桐國民小學 - 平溪老街 - 新北市立平溪國民中學 - 平溪車站（臺灣鐵路平溪線） - 望古車站（臺灣鐵路平溪線） - 十分老街 - 十分瀑布 - 瑞芳工業區 | 甲線 - 泰山站（桃園捷運機場線） - 行政院新莊聯合辦公大樓 - 新莊副都心站（桃園捷運機場線） - 中港大排 - 新北產業園區 - 新北產業園區站（桃園捷運機場線） - 宏匯i-Tower - 新北市立頭前國民中學 - 幸福站（台北捷運環狀線） - 衛生福利部臺北醫院 - 頭前站（台北捷運中和新蘆線、台北捷運環狀線） - 板橋交流道（台64線） - 新埔民生站（台北捷運環狀線） - 新埔站（台北捷運板南線） 乙線 - 深坑端（國道三號甲線） - 石碇服務區（國道五號） - 石碇交流道（國道五號） - 新北市石碇區公所 - 華梵大學 - 新北市立坪林國民中學 - 新北市坪林區坪林國民小學 |